# Joseph Rey
Pour les articles homonymes, voir Rey.
Joseph Rey est un résistant et homme politique français, né le 10 septembre 1899 à Colmar (Oberlandesgericht Colmar) et mort le 26 juillet 1990 à Colmar (Haut-Rhin). C'est un des artisans de la réconciliation franco-allemande et un militant actif de la construction européenne.

## Biographie
Joseph Rey est né allemand le 10 septembre 1899 à Colmar pendant l'annexion de l'Alsace de 1870-1918. Comme beaucoup d'alsaciens, il changera quatre fois de nationalité au gré des événements historiques de sa région[Quoi ?] (1870 Allemande, 1918 Française, 1940 Allemande,1945 Française). 
Son père, Joseph Rey est protestant, sa mère Marie Kraemer est catholique. Leurs quatre enfants sont élevés dans la religion catholique. Le dimanche, madame Rey emmène ses enfants à la messe pendant que son mari attend devant l'église.
Ses parents travaillent aux établissements André Kiener & Cie. Son père est un militant syndicaliste. Il est emprisonné et perd son travail pour avoir activement fait la grève.
Joseph Rey fait ses études à Colmar. Il souhaite devenir musicien, mais sa mère ne peut lui payer ses études. Il devient assistant de comptabilité. 

### Première Guerre mondiale
Le 8 novembre 1917, Joseph Rey est mobilisé dans l'armée allemande. Il fait ses classes à Strasbourg et y est affecté en garnison car son père, lui aussi incorporé, meurt le 29 septembre 1918 sur le front de Champagne,.

### Entre-deux-guerres
Après l'armistice et la libération de Colmar le 18 novembre 1918, il est employé aux éditions Alsatia qu'il quitte en 1920 pour des raisons politiques car il rejette l'autonomisme alsacien.
il rejoint les rangs de l'armée française de décembre 1920 à juin 1921. Puis il est embauché comme aide-comptable au « Courrier alsacien », le journal du parti catholique d'Alsace jusqu'en 1925. Cette année-là, il devient comptable de l'usine de savon Thomas à Colmar.
Sur le plan associatif et politique, de 1923 à 1934, Joseph Rey est membre du cercle des jeunes de la paroisse Saint-Martin et il en dirige l'harmonie. Il adhère à l'Union populaire républicaine d'Alsace (UPRA), puis il rejoint l'Action populaire nationale d'Alsace (APNA) par opposition aux partis autonomistes. Plus tard, il intègre l'Action française. 

### Seconde Guerre mondiale
Après la défaite de la France, Joseph Rey rejette l'annexion de fait de l'Alsace et sa nazification. Il refuse de collaborer et se retire de la vie publique et associative. Très vite, dès 1940, par son ami Philippe Rieder, il se rapproche du groupe d'Eugène Hussmann. Il s'engage dans l'aide à l'évasion des prisonniers de guerre (PG) qu'il convoie avec Eugénie Hussmann jusqu'à la gare de Colmar Saint-Joseph où ils sont pris en charge par le chef de gare Jean-Jacques Rinck. Sous couvert de déplacements professionnels, Joseph Rey se rend régulièrement à Strasbourg où il adhère à l'organisation du docteur Charles Bareiss. En tant que militant de l'Action française, il est en relation avec Robert Heitz qu'il rencontre régulièrement dès août 1940.
A Colmar, il est en contact avec le pharmacien Alfred Lutt, l'agent forestier François Faller et le juge Alfred Weninger. Par ce dernier, il peut transmettre ses renseignements en dehors de l'Alsace via le réseau Confrérie Notre-Dame (CND). En février-mars 1942, il participe à la diffusion du « Rapport économique » ainsi que du « Rapport d'Alsace » de Robert Heitz.
À la suite de la dénonciation de Léon Barth, Joseph Rey est arrêté par la Gestapo le 1er avril 1942. Bien que prévenu, il décide de ne pas fuir pour éviter des représailles à sa famille. Il est transféré de Colmar au camp de sureté de Vorbruck-Schirmeck le 9 avril 1942.
Il est ramené à Colmar le 13 février 1943 pour être jugé le 18 février par le Sondergericht « tribunal d'exception » qui le condamne à un an de prison pour aide à l'évasion. Il est détenu à la prison de Kehl.
Du 4 au 10 mars 1943, il est une nouvelle fois jugé avec le groupe du docteur Charles Bareiss par le Reichskriegsgericht « cour martiale du Reich ». Il est accusé de non-dénonciation de projets criminels et condamné à trois années de prison alors que l'accusation réclamait la peine capitale. Selon sa petite-fille Brigitte Klinkert, Joseph Rey aurait répondu au procureur demandant pour lui la peine de mort ː « Vous ne pouvez pas me condamner pour haute trahison, puisque je suis Français ».  
Il est incarcéré à la prison de Fribourg-en-Brisgau où il se lie d'amitié avec deux autres détenus, Anton Dichtel et Lambert Schill. Ces deux derniers occupent après la guerre des postes importants au niveau politique et sont avec Joseph Rey à l'origine du rapprochement franco-allemand.
Il est libéré le 25 avril 1945 par l'armée française. A son retour à Colmar, il est accueilli en héros par les habitants et la musique de la paroisse Saint-Martin. 

### Après-guerre
Dès sa libération Joseph Rey parle de sa détention. Le 25 juin 1945, il écrit un article dans Le Nouveau Rhin Français intitulé Als wir in Zuchthauszellen um Frankreichs Erlösung beteten « Lorsque nous avons prié pour le salut de la France dans les cellules de prison ». Le 28 juillet 1945, il rédige un article élogieux sur Oscar Fega, un jeune résistant colmarien, mort en déportation le 15 avril 1943 à Ulm. Le 29 septembre 1945, il publie le récit de son parcours pendant la guerre sous le titre Sehnsucht nach Freiheit « La nostalgie de la liberté ».
Sa détention en fait artisan précoce de la réconciliation franco-allemande et un militant actif de la a construction d'une communauté européenne. Il s'engage en politique. Le 23 septembre 1945 il rentre au Conseil municipal de Colmar. Il est siège également au Conseil général du Haut-Rhin jusqu'en 1982. En 1947, il est élu maire et le reste jusqu'en 1977. Du 2 janvier 1956 au 8 décembre 1958, il est député du Haut-Rhin à l'Assemblée nationale.  
Il s'investit dans la réconciliation franco-allemande. Après avoir surmonté de nombreuses difficultés, il organise, en 1956, la première rencontre entre les maires transfrontaliers. D'autres suivent avec succès. Il est à l'origine, en 1960, de la route verte entre Gérardmer et Donaueschingen ou des jumelages de communes. En 1964, il crée la Communauté d’intérêt Moyenne-Alsace-Brisgau (CIMAB), pionnière de la coopération transfrontalière économique. 
Il préside l’Agence de développement touristique de Haute-Alsace de 1974 à 1982. Joseph Rey est le grand-père de Brigitte Klinkert. Il meurt le 26 juillet 1990 à Colmar, à l’âge de 90 ans.

## Distinctions
Il est reconnu « déporté résistant ».
- Grand-croix, 1re classe de l'ordre du Mérite (Allemagne) en 1967[1] ;
- Chevalier de la Légion d'honneur en 1948 avec la citation suivante[1] :

« S'opposant dès 1940 à l'action des autorités d'occupation, a pris une part très active à l'évasion des Alsaciens réfractaires à la conscription allemande et apporté une aide efficace au prisonniers évadés. A été en outre un des membres les plus actifs d'un important réseau de renseignements. Arrêté par la Gestapo et interné en avril 1942 au camp de concentration de Schirmeck, a gardé devant les Tribunaux allemands une attitude des plus digne et profondément patriotique. Par les services rendus à la Résistance, a donné le plus beau témoignage de son attachement à la Patrie. »

## Reconnaissance
- Une avenue porte son nom à Colmar[9].
- Il est nommé bretzel d'or en 1987